# François Viète
François Viète [fransuà vijét] (tudi Vieta in Viette) (latinsko Franciscus Vieta, Francisci Vietæ), francoski pravnik in matematik, * 1540, Fontenay-le-Comte, Poitou, Francija, † 13. februar 1603, Pariz, Francija.

## Življenje in delo
Viète velja za očeta sodobne algebre. Prvi je v reševanje algebrskih problemov uvedel splošna števila kot tudi enoznačen način reševanja enačb druge, tretje in četrte stopnje. Dal je popolno rešitev ravnega in sfernega trikotnika, kadar poznamo tri njegove elemente. 
Po njem se imenujejo enačbe za reševanje koeficientov v kvadratni enačbi s pomočjo njenih korenov (Viètove enačbe). Za rešitvi {\displaystyle x_{1}} in {\displaystyle x_{2}} kvadratne enačbe:
{\displaystyle x^{2}+px+q=0\!\,}
velja:
{\displaystyle x^{2}+px+q=(x-x_{1})(x-x_{2})\!\,}
in od tod prek:
{\displaystyle x^{2}+px+q=x^{2}-(x_{1}+x_{2})x+x_{1}x_{2}\!\,}
sledita Viètovi enačbi:
{\displaystyle x_{1}+x_{2}=-p\!\,}
{\displaystyle x_{1}x_{2}=q\!\,.}
Sodeloval je tudi s hrvaškim matematikom Getaldićem. Rešil je van Roomenov problem rešitve enačbe petinštiridesete stopnje. V svojem delu iz leta 1591 In artem analyticem isagoge je združil načine pisave v enotno simboliko. Prvi je uporabil črke za označevanje neznank in konstant v algebrskih enačbah. Ves čas potem je šla matematična pisava v smeri, ki jo je določil v svojem delu. Pisavo so izpopoljnjevali Descartes, Leibniz, Newton in Euler. 
Izboljšal je Arhimedove rezultate računanja π. Leta 1579 je v knjigi Knjiga matematičnih smernic (Canon mathematicus) navedel približek π na 9 (10) decimalk natančno z mnogokotnikom s številom stranic {\displaystyle n=393216=2^{17}\cdot 3}. Leta 1593 je v 8. knjigi dela Variorum de rebus mathematicis responsorum liber VIII
izrazil π kot neskončni produkt:
{\displaystyle {\frac {2}{\pi }}=\prod _{k=2}^{\infty }\cos {\frac {\pi }{2^{k}}}=\cos {\frac {\pi }{4}}\cos {\frac {\pi }{8}}\cos {\frac {\pi }{16}}\cos {\frac {\pi }{32}}\cdots ={\sqrt {\frac {1}{2}}}\cdot {\sqrt {{\frac {1}{2}}+{\frac {1}{2}}{\sqrt {\frac {1}{2}}}}}\cdot {\sqrt {{\frac {1}{2}}+{\frac {1}{2}}{\sqrt {\frac {1}{2}}}+{\frac {1}{2}}{\sqrt {\frac {1}{2}}}\cdots }}\!\,.}